# Blansek

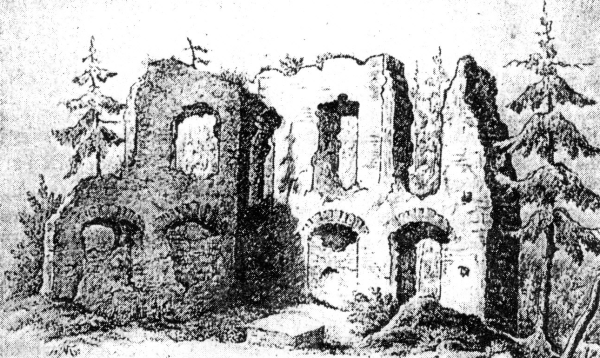
Zřícenina Blanseka na kresbě Mořice Trappa z roku 1860

Blansek (německy Blanseck) je rozsáhlá zřícenina hradu ležícího nad údolím říčky Punkvy, v katastrálním území Suchdol v Moravském krasu (obec Vavřinec). Od roku 1964 je chráněna jako kulturní památka. Známá propast Macocha je od hradu vzdálena jen cca půl kilometru vzdušnou čarou na sever; vchod do Punkevních jeskyní je přímo naproti hradu, pod kopcem, na němž stojí.
Ve starší literatuře je hrad znám i pod jménem Blansko.

## Historie
Hrad Blansek založil olomoucký biskup Bruno ze Schauenburku ve 2. polovině 13. století. Poprvé se hrad výslovně uvádí roku 1275. Hrad se stal centrem lenního obvodu s více než 30 many. Jako léno byl Blansek udělován až od konce 14. století, kdy na Moravě došlo k markraběcím válkám. Prvním leníkem byl Erhart z Kunštátu a ze Skal, kterému hrad svěřil roku 1396 biskup Mikuláš z Riesenburka. Od roku 1400 měl hrad v zástavě Aleš z Kunštátu a Lysic, v letech 1417–1420 ho držel Vilém Zajíc z Valdeka a v letech 1420–1435 rod ze Studnice.
Za husitských válek se stal Blansek jedním z opěrných bodů biskupa Jana Železného proti husitům. Spolehlivé zprávy o dobývání hradu za husitských válek neexistují, hrad byl prý dobýván při husitském tažení roku 1424, poté roku 1431. K dobytí však pravděpodobně nedošlo nebo hrad alespoň nebyl poškozen tak, aby nebyl dále obyvatelný. Hrad měl přislíben do zástavy Vok V. z Holštejna, avšak biskup Pavel z Miličína si ho ponechal pro příslušníky svého rodu. Roku 1440 se na hradě konal sjezd biskupských leníků. 
V roce 1461 je uváděn jako pustý. Hrad byl zničen požárem. Ještě se traduje, že za třicetileté války byl provizorně uzpůsoben k obraně proti Švédům.

## Popis
Hrad sestává z vlastního jádra o rozměrech 70×25 metrů, které obsahovalo i palác. Tato část hradu (ležící přímo nad údolím, kudy vede silnice k Punkevním jeskyním) vznikla v 13. století za biskupa Bruna. Někdy před rokem 1349 bylo k hradu přistavěno rozsáhlé předhradí, které je od hlavního hradu odděleno dvojitým příkopem. Z původního hradu se zachovaly zbytky paláce a hradby, zřetelné jsou i zbytky předhradí.
Ve 30. letech 20. století byla z bezpečnostních důvodů stržena část chátrajícího zdiva, aby nedošlo k jeho zřícení na silnici k Punkevním jeskyním, které se v té době právě zpřístupňovaly pro veřejnost. Havarijní stav zříceniny přetrval až do 21. století, koruny zdiva jsou rozvolněné a zbytkům objektu hrozí zřícení do údolí řeky Punkvy.

## Galerie

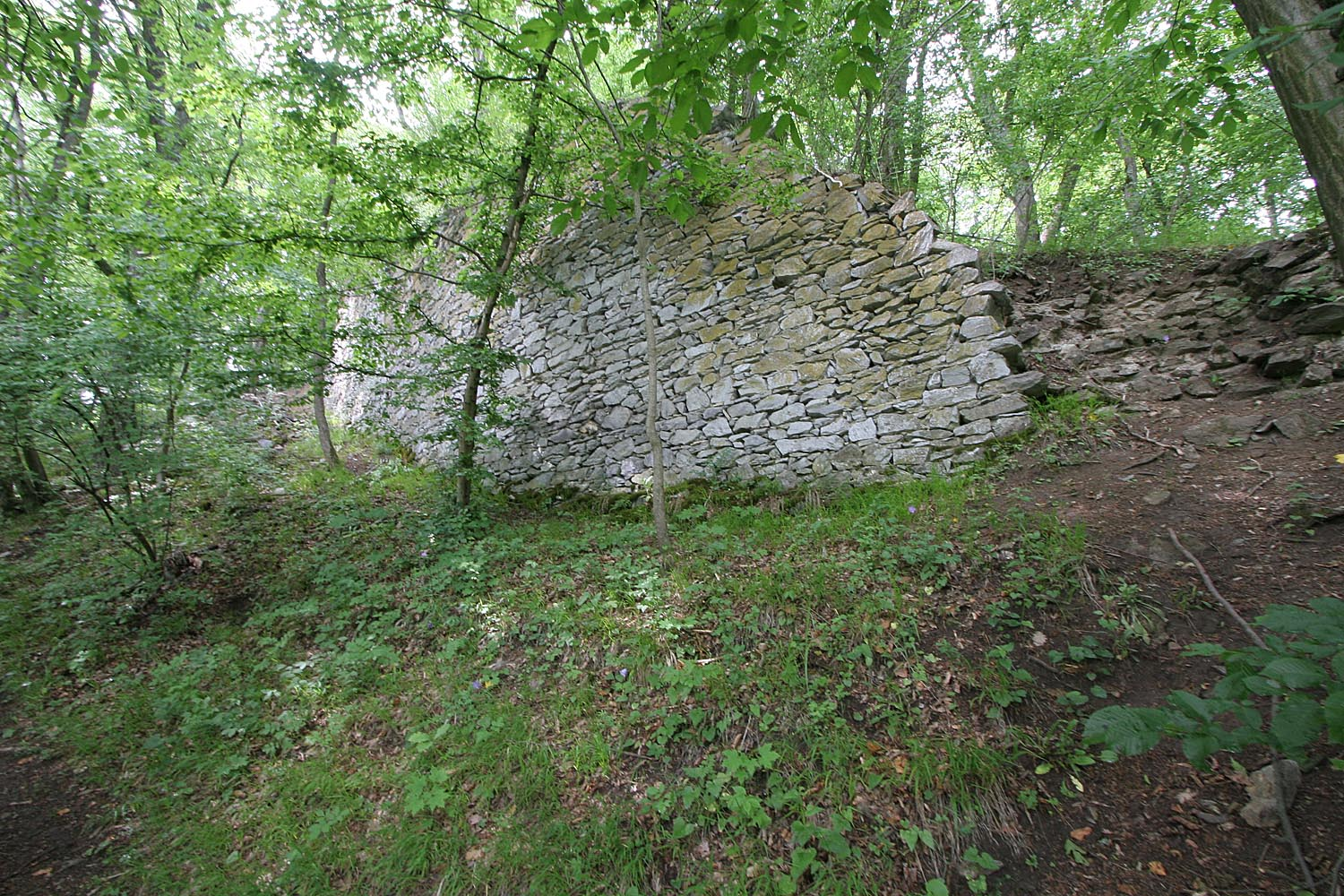
Obvodová zeď předhradí
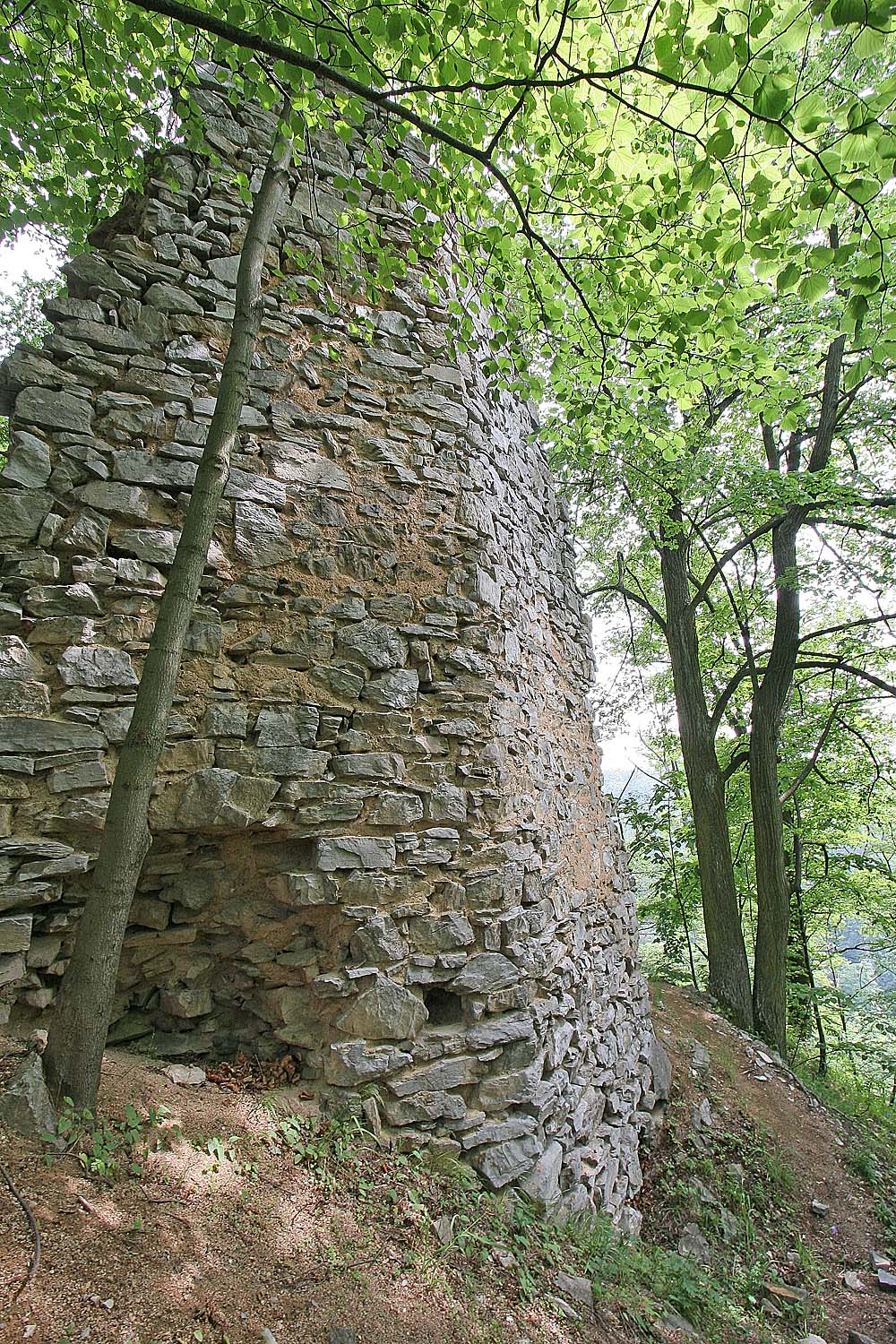
Čelo hradní zdi
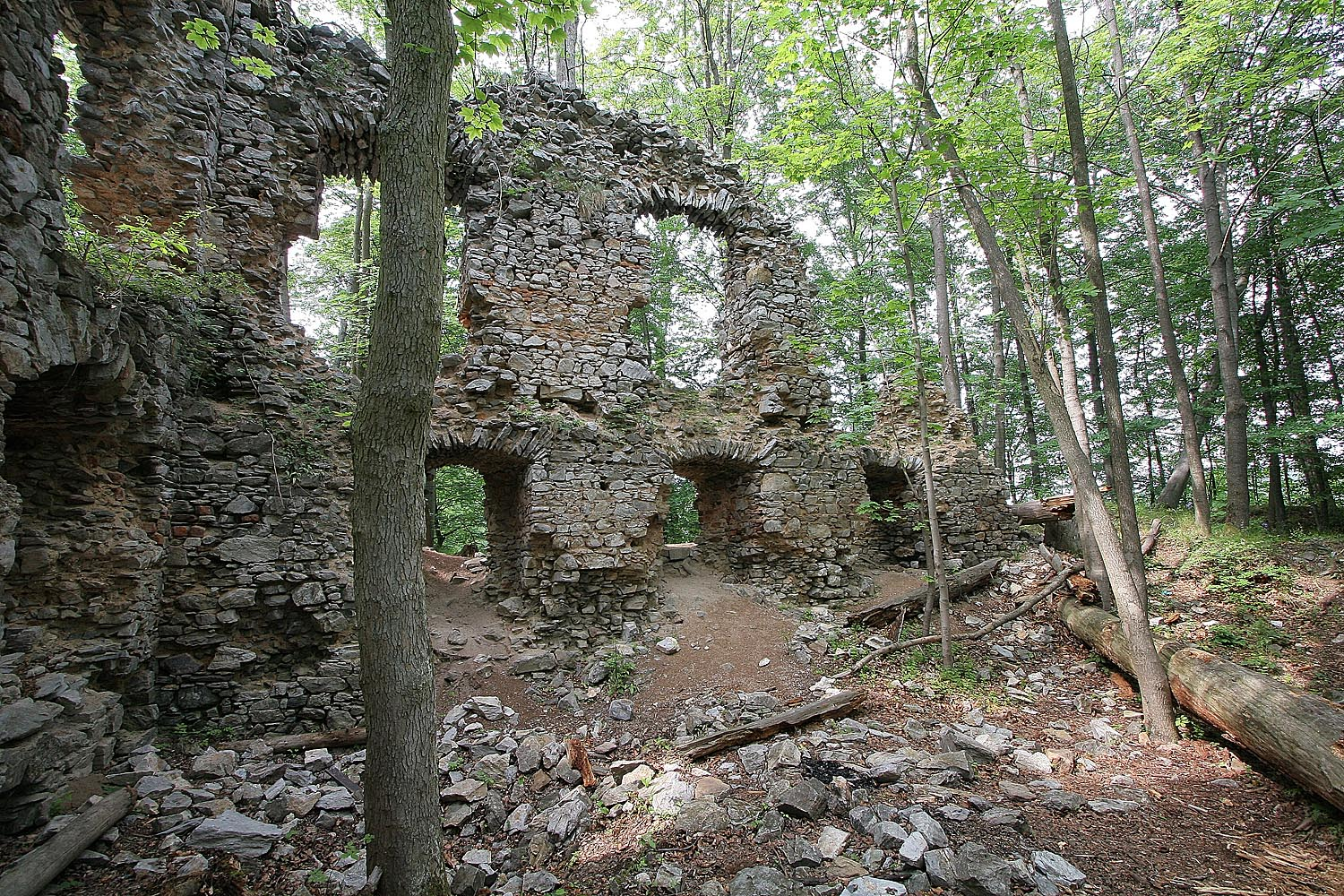
Zříceniny hradního paláce
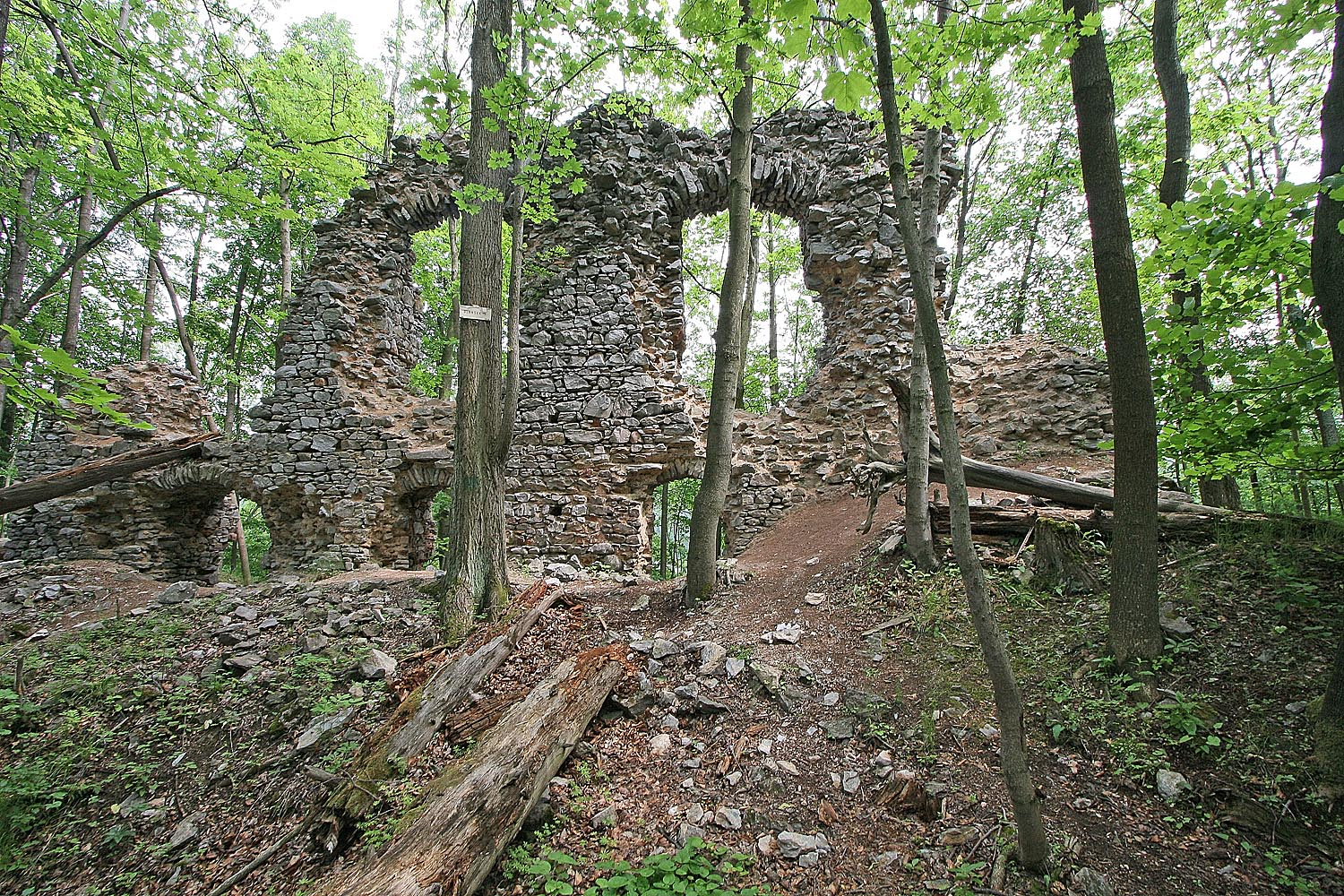
Zříceniny hradního paláce (zvnějšku)